# Ryknield Motor
Die Ryknield Motor Co. Ltd. war ein britischer Automobilhersteller in Burton upon Trent, Staffordshire. 1903–1906 wurden dort verschiedene Personenwagen und Nutzfahrzeuge gebaut.
1903 wurde der 10/12 hp vorgestellt. Er besaß einen Reihenzweizylindermotor mit 1,4 l Hubraum und einen Radstand von 2438 mm. Vermutlich entstand nur ein Prototyp.
Weitere Modelle erschienen 1906. Der 15 hp besaß einen Dreizylinder-Reihenmotor mit 2,8 l Hubraum, während der 20 hp einen Vierzylindermotor mit 3,7 l Hubraum hatte. Die Radstände betrugen 2.438 mm, bzw. 2743 mm. Weniger bekannt ist vom 24 hp, dessen Vierzylindermotor 6,0 l Hubraum besaß. Vermutlich entstand davon ebenfalls nur ein Prototyp.
Letztlich sorgte die zu große Modellvielfalt für das wirtschaftliche Ende des Unternehmens.

## Modelle
| Modell   | Bauzeitraum | Zylinder | Hubraum  | Radstand |
| -------- | ----------- | -------- | -------- | -------- |
| 10/12 hp | 1903        | 2 Reihe  | 1390 cm³ | 2438 mm  |
| 15 hp    | 1906        | 3 Reihe  | 2780 cm³ | 2438 mm  |
| 20 hp    | 1906        | 4 Reihe  | 3707 cm³ | 2743 mm  |
| 24 hp    | 1906        | 4 Reihe  | 6000 cm³ |          |